# Índice de eficacia del Estado

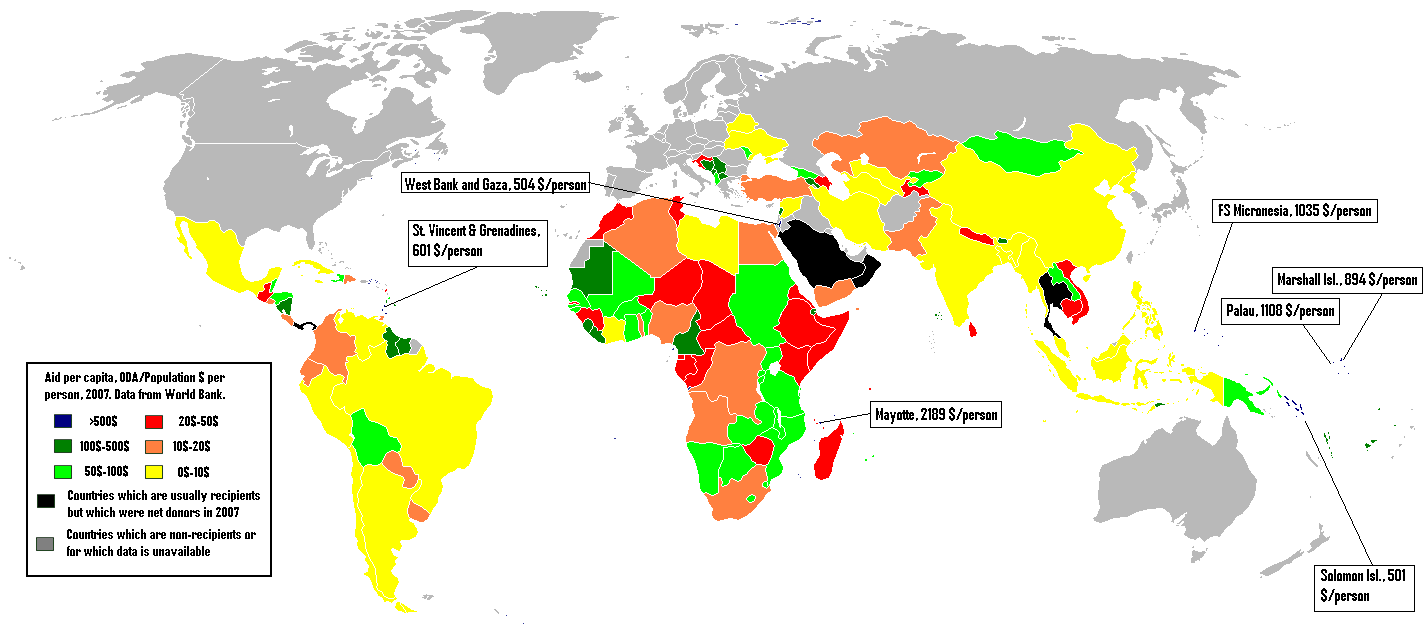
Países que reciben ayuda al desarrollo. Datos del Banco Mundial, la misma organización qué publica el índice de eficacia del Estado.

El índice de eficacia del Estado (Government effectiveness index; se ha traducido government por Estado, debido a las razones que se especifican en Construcción del Estado) es un índice elaborado por el Banco Mundial que, para diversos países, mide las calidades de los servicios públicos, de los empleados estatales, de la formulación de políticas y de la aplicación de estas políticas, así como la credibilidad del compromiso del Gobierno nacional para elevar estas calidades o mantenerlas altas. Este índice incluye 193 países ordenados de -2,5 (menor eficacia) a 2,5 (mayor eficacia). Forma parte de un amplio conjunto de indicadores de la calidad del Estado, entendiendo esta palabra en su sentido de "conjunto de instituciones y organismos de un país". La eficacia del Estado es el mismo concepto que "calidad institucional" o "desarrollo institucional".
El Banco Mundial publica el índice de eficacia del Estado con otros 5 indicadores de gobernanza en el mundo: voz y rendición de cuentas, estabilidad política, calidad regulatoria, imperio de la ley y control de la corrupción. Todos estos índices son elaborados por Daniel Kaufmann, del Instituto de Gobernanza de los Recursos Naturales, y Aart Kraay, del Grupo de Investigación sobre Desarrollo de Banco Mundial. Estos 6 índices están considerados como dimensiones de gobernanza. Son también empleados en el índice de buen gobierno, que elabora el proyecto Mesías, respaldado por España Global, la antigua Marca España.

## Metodología
El índice de eficacia del Estado utiliza 47 variables (desde calidad de la burocracia hasta infraestructura de distribución de bienes y servicios) de 32 fuentes (desde el Banco Africano de Desarrollo hasta Global Insight Business Conditions and Risk Indicators). Estas variables son entonces reescaladas y combinadas a través del modelo de componentes no observadas.

## Importancia
Al ser una medida de conjunto, el índice de eficacia del Estado no permite localizar problemas concretos de un país o analizar soluciones particulares, pero es una herramienta útil para comparar países en un sentido amplio, para medir la mejora de un país particular, o para constatar tendencias.
La eficacia del Estado muestra una correlación alta con la satisfacción vital, la renta per cápita y el gasto en educación. Guisan concluye que esta eficacia fomenta el desarrollo de un país. Donde el Estado es eficaz recaudando impuestos y proporcionando servicios con bajos niveles de clientelismo o corrupción, es una institución respetada y se desarrolla en mayor medida.
Daron Acemoglu y James A. Robinson, en el libro Por qué fracasan los países, consideran que es la calidad institucional la que propicia que las naciones prosperen.
El administrador del Programa de las Naciones Unidas para el Desarrollo (PNUD), Achim Steiner, declaró en 2019: «Creo que existe la clara necesidad de mejorar la gobernanza y la creación de instituciones, porque los países donde el Estado no funciona, tarde o temprano se desmoronan.»

## Gobierno y Estado
El índice de eficacia del Estado mide la calidad de las instituciones de un país en un momento determinado, no la mejor o peor actuación del gobierno que está en el poder en ese momento. Sin embargo, el índice de eficacia del Estado puede utilizarse para valorar a un determinado gobierno siempre que se compare el índice antes de asumir el poder ese gobierno con el índice después de dejar el poder. Por ejemplo el índice de eficacia del Estado en Afganistán en 2007, 2012 y 2017 es, respectivamente, -1,06, -1,27 y -0,99. La actuación del Gobierno afgano en ese sentido entre 2012 y 2017 puede calificarse como mucho mejor que entre 2007 y 2012.